# 司法与内政部长理事会
司法与内政部长理事会（英語：Justice and Home Affairs Council）是欧盟理事会一个组成部分，由28个欧洲联盟成员国的司法和内政部长组成。

## 组成
司法与内政部长理事会由28个欧盟成员国的司法和内政部长组成。虽然大多数成员国由一名部长兼任这两个部门的部长，但另一些成员国则派一名部长担任司法部长，另一名部长负责内政事务。
欧洲內政事务专员和欧洲司法、基本权利和公民事务专员也参加会议。

## 工作
司法和内政理事会就各种跨界问题开展合作和共同政策，旨在建立一个欧盟范围内的司法领域。
跨境问题包括保障基本权利，公民自由运动，民事保护、庇护和移民问题，为跨国有组织犯罪的共同调查，欧盟安全战略，其中包括打击恐怖主义和有组织犯罪的斗争，网络犯罪和暴力极端主义。
理事会涉及有关的立法：
- 人员、庇护和移民的自由流动
- 民事案件的司法合作
- 刑事案件的司法合作
- 警察和海关合作
- 工会的公民身份
- 打击歧视
- 打击恐怖主义
- 打击有组织犯罪
- 打击贩卖人口
- 打击毒品
- 司法、自由和安全：扩大

## 立法程序
自《里斯本条约》生效以来，理事会根据一般的立法程序，在与欧洲议会共同决定的情况下，就大多数司法和民政事务立法作出决定。

## 管理
司法和民政事务委员会的工作和任务是由司法和民政事务总干事编写的。